# Adhemar Gonzaga
Adhemar Gonzaga (Rio de Janeiro, 26 de agosto de 1901 —  Rio de Janeiro, 29 de janeiro de 1978) foi um cineasta e jornalista brasileiro. Nasceu no Rio de Janeiro, cidade onde, nos anos 1920, formou um dos primeiros clubes de cinema do país, o Cineclube Paredão, juntamente com outros jovens intelectuais como Otávio de Faria, Plínio Sussekind Rocha, Almir Castro, Cláudio Melo e Pedro Lima, cujo objetivo era o estudo do cinema como uma arte. Criou a prestigiada revista Cinearte (1926-1942), que defendia para o cinema brasileiro padrões estéticos semelhantes aos dos filmes norte-americanos.
Fez estágios em Hollywood e fundou, em 1930, os estúdios da Cinédia, primeira tentativa de industrializar a produção cinematográfica no país.
Produziu mais de 50 filmes de diretores como Humberto Mauro, Gilda de Abreu e Luís de Barros. Dirigiu, entre outros, o drama Barro Humano (1929) e quatro comédias musicais que inspirariam as chanchadas dos anos 1950, com destaque para o clássico Alô Alô Carnaval (1936), estrelado por Carmen Miranda e sua irmã Aurora Miranda, onde elas cantam o clássico "Cantoras do Rádio" e outros ídolos do rádio.

## Biografia

### Infância e início de carreira
Adhemar iniciou sua paixão pelo cinema desde a infância, quando essa arte ainda não era popular no Brasil. Sua vocação começou a partir do desenho, sobretudo a caricatura. Em 1912, com apenas 11 anos de idade, criou o jornal O Colombo, feito a mão, que contava com caricaturas de personagens de filmes de companhias estrangeiras, como a Ambrósio (da Itália) e Nordisk Film (da Dinamarca). Começou a enviar suas caricaturas também para as revistas O Tico Tico e O Malho, revistas de desenhos em quadrinhos conhecidas na época. João Antônio, pai de Adhemar influenciou o gosto do filho pelo cinema. Era amigo próximo de João Cruz Jr., dono do Cinema Íris, de quem Adhemar pegava filmes para assistir em sua maquininha movida a manivela. Entretanto, seus pais não apoiavam sua carreira no cinema, vendo com maus olhos o gosto do filho por essa arte.
Colocaram Adhemar no colégio interno Pio Americano, localizado em São Cristóvão, em 1914. Porém isso só estimulou ainda mais a paixão de Adhemar pelo cinema. Passaram por essa escola grandes nomes, como os irmãos Cyro e Luiz Aranha, o pintor Di Cavalcanti, e o futuro cartunista Álvaro Perdigão, neto de Ruy Barbosa. Ao contrário do que era esperado pelos pais ao colocarem no internato, Gonzaga não se distanciou do cinema e firmou laços que fortaleceu seu vínculo com essa arte. Em 1917, junto com os amigos Álvaro Rocha, Paulo Vanderley, Luiz Aranha, Hercolino Cascardo e Pedro Lima fundou o “Cineclube Paredão”, um dos primeiros do país. Frequentavam as sessões de exibição no Cine Íris e no Cine Pátria, que eram seguidas de efervescentes debates sobre os filmes na casa de Álvaro, fomentando um cenário de intensa troca intelectual entre eles.
No ano de 1919, Gonzaga começou a escrever cartas para a revista Palcos e Telas, a fim de ter suas críticas publicadas. Segundo as palavras dele, dentre os seus diferenciais estava preferir "fazer crítica declarada em vez de um pequeno resumo informativo de filmes". Começou a ter seus textos lançados em 1920, ao passo que também trabalhava e mandava publicações para revistas estrangeiras. Seus pais tentavam influenciá-lo a seguir outra carreira, obrigando-o a realizar a prova da Escola Politécnica do Rio de Janeiro, com o intuito de torná-lo um engenheiro. Entretanto, seu interesse pelo cinema já havia deixado de ser um hobbie para se tornar algo mais sério.

### Revista Cinearte
Em 1923, Adhemar Gonzaga começa a trabalhar no semanário ilustrado Para Todos. Entre os seus chefes constava Mário Behring, um importante jornalista carioca que tinha na bagagem 30 anos a mais de experiência. Os dois divergiam sobre o rumo que o futuro do cinema no Brasil poderia levar. Enquanto Mário era mais cético e não acreditava no potencial da indústria nacional, Adhemar tinha esperanças de que ela poderia se erguer um dia de maneira sólida. Os dois tinham uma boa relação, o que refletiu na conciliação de seus ideais. Isso acabou resultando na ampliação do sucesso da revista, sobretudo da seção cinematográfica. 
Junto a seu amigo do cineclube Pedro Lima, que na época trabalhava na Revista Selecta, embarcou em uma das principais campanhas pela valorização do cinema brasileiro. Os dois criaram um espaço para que as idealizações sobre suas visões de cinema saíssem do papel, atribuindo ao jornalismo uma função de agente cultural. Com força dos editores, a partir de meados de 1925, surgiu o interesse de tornar a seção Cinema Para Todos em uma revista autônoma. Em 3 de março de 1926 foi lançada a primeira edição da Revista Cinearte, com Adhemar e Mário como redatores chefes.
A Revista Cinearte foi um importante instrumento para a instauração de uma nova maneira de enxergar o cinema brasileiro. Através das páginas do periódico, notícias, informações, fotos, críticas sobre os filmes eram colocadas de forma a contribuir para uma percepção mais apurada do cenário cinematográfico.  Publicada até o ano de 1942, nos seus artigos era reiterado o poder da educação em relação ao cinema, analisando essa arte como uma ferramenta para levar o conhecimento ao povo brasileiro, e cabia então, a revista, incentivar e desenvolver essa perspectiva.

### Cinédia
A paixão de Adhemar Gonzaga pela indústria cinematográfica, unida de sua atuação na área de comunicação jornalística, por meio da revista de sucesso Cinearte, deu a ele o encorajamento necessário para dar um passo ainda maior em sua vida e carreira. No ano de 1926, com a fundação do Circuito Nacional de Exibidores no Rio de Janeiro, Adhemar e seus amigos da Cinearte comprometeram-se em elaborar um argumento que servisse como base para a realização de um longa para o Circuito. Porém, o argumento do filme – até então intitulado Mocidade – foi negado pela banca. Inconformados, os redatores recorreram a Paulo Benedetti, um fotógrafo conhecido da época para firmarem uma produção conjunta. Eis que no ano de 1927, com o roteiro básico assinado por Paulo Vanderley, Adhemar embarcou na produção, onde marcou presença como diretor, pondo em prática tudo aquilo que havia aprendido anteriormente durante suas viagens aos estúdios hollywoodianos. Ainda no ano de 1927, durante uma de suas viagens aos estúdios de nova iorquinos, Adhemar iniciou seu processo de pesquisa arquitetônica, técnica e comportamental com a finalidade de reproduzir o mesmo em território brasileiro, e, consequentemente, percebeu que fazer cinema não parecia ser algo tão complicado quanto imaginava e que seu sonho poderia se concretizar.
O filme, lançado em 1929 e intitulado oficialmente como Barro Humano, veio a tornar-se uma das maiores e mais sofisticadas produções da época. Ao lado de Sangue Mineiro, filme de Humberto Mauro, onde Adhemar fez uma breve participação em tela, o melodrama concretizava tudo aquilo que a Cinearte trazia em seus ideais, tanto em quesitos estéticos quanto técnicos e práticos, remetendo a produções norte-americanas anteriormente estudadas por Adhemar. O grande sucesso da produção combinada às grandes campanhas em prol de uma cinematografia nacional, levaram Gonzaga a iniciar um processo de importação de aparelhos cinematográficos para a construção do que seria o primeiro estúdio a ser considerado com qualidade o suficiente para a realização de longas-metragens em território nacional em um terreno de 9 000/m.
Em 15 de março de 1930, quase um ano após Barro Humano, nasce a considerada primeira grande experiência de cinema industrial bem-sucedida no Brasil: o Studio Cinédia (também chamado de Cinédia Estúdios Cinematográficos). Com o intuito de contribuir com uma nova organização de produção em território nacional, o estúdio de Gonzaga abria espaço para lançar seus filmes em um circuito exibidor carente da produção nacional, ao mesmo tempo que criava oportunidades de formação e especialização com base pedagógica de uma mão-de-obra – uma vez que no país ainda não haviam técnicos especializados o suficiente para tal tipo de empreitada – pensada de maneira concisa pelo seu criador a fim de pôr em prática tudo o que vinha discutindo durante anos em sua carreira jornalística. A construção do estúdio deixou Gonzaga sem recursos financeiros e acabou levando a adentrar no processo de produção dos filmes, lançando-se como roteirista e produtor do primeiro filme da Cinédia: Lábios Sem Beijos. Foi durante a produção do filme que Adhemar conheceu Didi Viana, com quem casou-se pouco tempo depois. A família de Adhemar aprovou o casamento somente após Didi abandonar sua carreira artística, porém, a relação não durou por muito mais tempo. Já durante sua segunda produção, denominada Mulher'', em meados de 1931 – e lançamento em 1932 –, Adhemar anexava o estúdio à uma residência na Rua Abílio, cuja passou a funcionar como laboratório, incrementando ainda mais o processo que havia iniciado. 

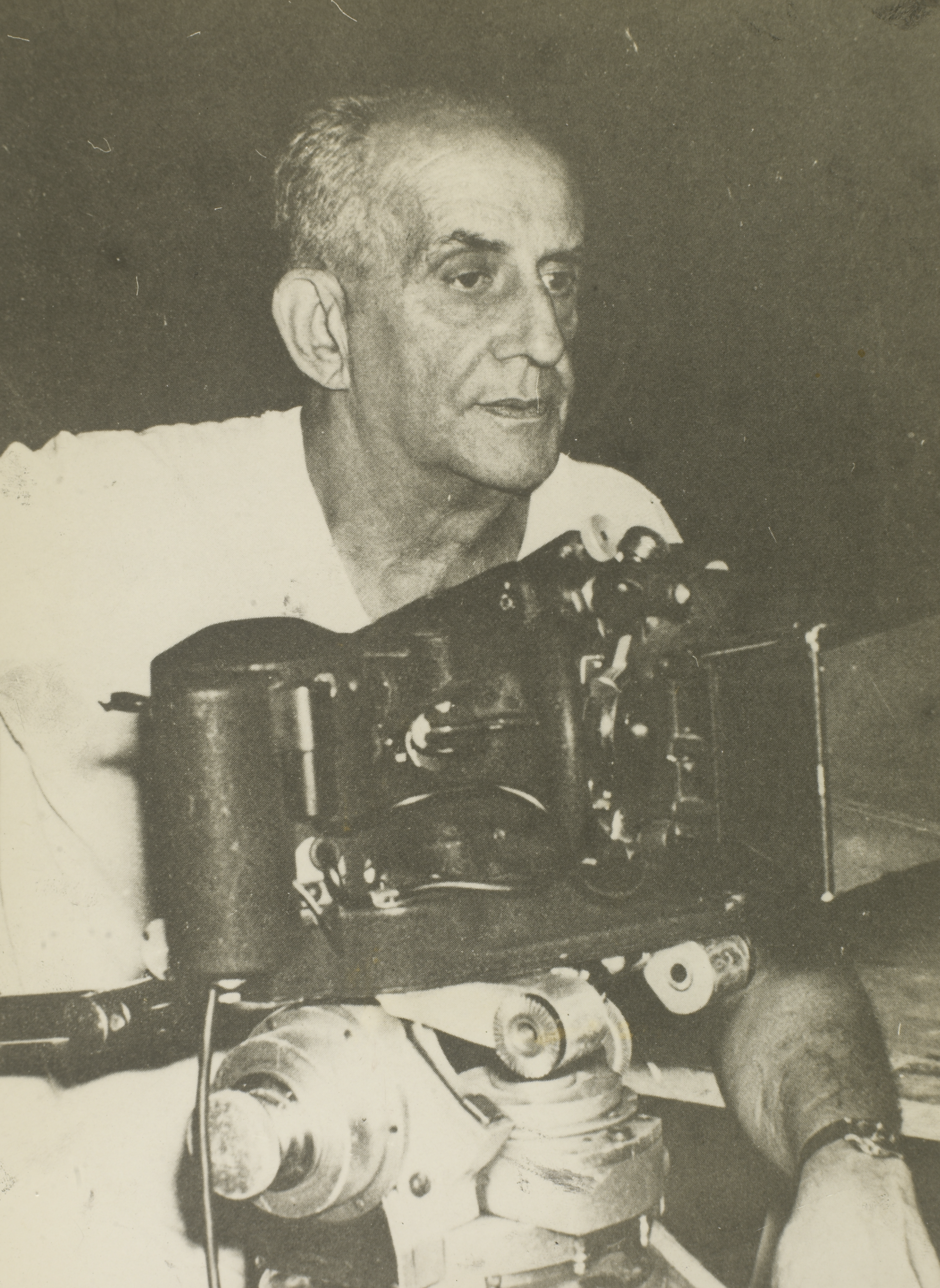
Em 1970.

Após o fracasso de bilheteria de Ganga Bruta e com o nascimento do cinema sonoro, Adhemar decidiu dar outros rumos a seu estúdio e iniciou um processo que pode ser considerado como uma exaltação e uma busca identitária brasileira com a introdução dos musicais carnavalescos e as chanchadas, a fim de conquistarem o público oferecendo algo que o mercado hollywoodiano não poderia oferecer aos cinemas brasileiros: seus cantores. O homem teve forte participação neste período do estúdio, alternando como produtor e diretor (ou até ambos ao mesmo tempo), em produções como A Voz do Carnaval e Alô Alô Carnaval. Com o passar dos anos, Adhemar ainda adotava um caráter progressista em seu cinema, porém deixava claro que este, agora, tendia para um lado político. 
Na década de 1940, a escassez de material líquido chegava juntamente com uma crise financeira que levou Adhemar a paralisar os trabalhos da Cinédia no ano de 1941. No ano de 1946, a retomada de sucesso com Gilda de Abreu na direção de O Ébrio parecia trazer uma nova perspectiva para o estúdio. Entretanto, três anos depois, problemas surgiram com a produção de altos custo do filme Um Pinguinho de Gente, em que Gonzaga atuou como produtor. A péssima recepção do público tendeu a piorar a crise da Cinédia obrigando Adhemar a fechar as portas do estúdio de São Cristóvão em 1951. Em 1955, Adhemar acreditava na possibilidade de reabrir o estúdio, desta vez em território paulista, porém, vide o insucesso dos demais estúdios, desanimou de sua ideia. Em 1956, de volta ao Rio, Adhemar comprou um terreno a fim de construir os novos estúdios da Cinédia, que desta vez estaria apenas voltada para a locação de terceiros e não à produção de filmes.
Adhemar morreu em 1978, de colapso cardíaco, no Rio de Janeiro. Foi sepultado no Cemitério de São João Batista, em Botafogo, zona sul da cidade.

## Filmografia
| Filme                                   | Ano  | Função                                     |
| --------------------------------------- | ---- | ------------------------------------------ |
| Ubirajara                               | 1919 | Ator                                       |
| Convém Martelar                         | 1920 | Ator                                       |
| Sangue Mineiro                          | 1929 | Ator                                       |
| Barro Humano                            | 1929 | Diretor / Roteirista                       |
| Lábios Sem Beijos                       | 1930 | Roteirista / Ator                          |
| Mulher                                  | 1931 | Roteirista                                 |
| A Voz do Carnaval                       | 1933 | Produtor / Diretor                         |
| Honra e Ciúmes                          | 1933 | Ator                                       |
| Ganga Bruta                             | 1933 | Produtor / Ator                            |
| Estudantes                              | 1935 | Produtor                                   |
| Alô, Alô, Brasil!                       | 1935 | Produtor / Ator / Assistente de Direção    |
| O Jovem Tataravô                        | 1936 | Produtor                                   |
| Bonequinha de Seda                      | 1936 | Ator                                       |
| Caçando Feras                           | 1936 | Produtor                                   |
| Alô Alô Carnaval                        | 1936 | Produtor / Diretor / Roteirista / Montador |
| O Samba da Vida                         | 1937 | Produtor                                   |
| Tererê Não Resolve                      | 1938 | Produtor                                   |
| Maridinho de Luxo                       | 1938 | Produtor                                   |
| Aruanã                                  | 1938 | Produtor                                   |
| Alma e Corpo de Uma Raça                | 1938 | Produtor                                   |
| Onde Estás Felicidade?                  | 1939 | Produtor                                   |
| Joujoux e os Balangandãs                | 1939 | Produtor                                   |
| Está Tudo Aí                            | 1939 | Produtor                                   |
| Pureza                                  | 1940 | Produtor / Assistente de Montagem          |
| Sedução do Garimpo                      | 1941 | Produtor                                   |
| O Dia é Nosso                           | 1941 | Produtor                                   |
| 24 Horas de Sonho                       | 1941 | Produtor                                   |
| Samba em Berlim                         | 1943 | Produtor / Roteirista                      |
| Romance Proibido                        | 1944 | Produtor / Diretor / Roteirista / Ator     |
| Corações Sem Piloto                     | 1944 | Produtor                                   |
| Berlim na Batucada                      | 1944 | Produtor / Roteirista                      |
| O Cortiço                               | 1944 | Produtor                                   |
| Pif-Paf                                 | 1945 | Diretor / Roteirista                       |
| Caídos do Céu                           | 1946 | Produtor                                   |
| O Ébrio                                 | 1946 | Produtor                                   |
| Mãe                                     | 1948 | Produtor                                   |
| Obrigado, Doutor                        | 1948 | Ator                                       |
| Poeira de Estrelas                      | 1948 | Apresentador                               |
| Estou Aí?...                            | 1949 | Apresentador                               |
| O Homem Que Passa                       | 1949 | Apresentador                               |
| Pinguinho de Gente                      | 1949 | Produtor                                   |
| Aguenta Firme, Isidoro                  | 1950 | Produtor                                   |
| Loucos Por Música                       | 1950 | Diretor / Roteirista                       |
| Um Beijo Roubado - Noites de Copacabana | 1950 | Produtor / Roteirista                      |
| Todos Por Um                            | 1950 | Apresentador                               |
| Anjo do Lodo                            | 1951 | Produtor                                   |
| Carnaval em Lá Maior                    | 1954 | Diretor / Roteirista                       |
| O Quinto Poder                          | 1962 | Ator                                       |
| Panorama do Cinema Brasileiro           | 1968 | Ator                                       |
| Salário Mínimo                          | 1970 | Produtor / Diretor                         |